# 伊卡拉馬武尼
21°09′S 46°35′E / 21.150°S 46.583°E
伊卡拉馬武尼，是馬達加斯加的城鎮，位於該國中部，由上馬齊亞特拉區負責管轄，是伊卡拉馬武尼區的首府，距離菲亞納蘭楚阿96公里，海拔高度870米，2001年人口16,033。